# Цакулов, Батырбек Казбекович
Батырбек Казбекович Цакулов (осет. Цӕкулаты Батырбег; род. 20 октября 1998, Северная Осетия) — российский и словацкий борец вольного стиля осетинского происхождения, чемпион России, призёр чемпионатов мира и чемпионата Европы.

## Карьера
В августе 2018 года в Одинцово стал чемпионом России. На чемпионате мира 2018 года выступил неудачно, заняв 7 место. В марте 2019 года в Сербии выиграл чемпионат Европы U23. В июле 2019 года стал бронзовым призёром чемпионата России в Сочи. В октябре 2019 года стал серебряным призёром чемпионата мира U23 в Венгрии. В январе 2020 года стал победителем Гран-При Ивана Ярыгина в Красноярске. 4 февраля 2020 года был включен в состав сборной России на предстоящий чемпионат Европы.
С 2022 года выступает за Словакию.
В апреле 2025 года на чемпионате Европы в Братиславе в весовой категории до 97 кг завоевал бронзовую медаль. В схватке за третье место одолел соперника из Молдовы Раду Лефтер.

## Основные достижения
- Чемпионат Европы по борьбе U23 2018 —
- Чемпионат России по вольной борьбе 2018 —
- Чемпионат мира по борьбе 2018 — 7
- Чемпионат Европы по борьбе U23 2019 —
- Чемпионат России по вольной борьбе 2019 —
- Чемпионат мира по борьбе U23 2019 —
- Чемпион гран-при Иван Ярыгин 2020-
- Чемпионат России по вольной борьбе 2020 —
- Чемпионат Европы по борьбе 2025 —